# Grès rhétien
Le grès rhétien est une roche sédimentaire composée de sables et de grès micacés, friables, à grain fin et de teinte généralement claire datée de l'une des époques Trias supérieur (pendant le Mésozoïque ou ère secondaire), telle que le rhétien dont il tire une partie de son nom.
En Lorraine, le grès rhétien provient du massif schisteux rhénan.